# Goudkruinhoningeter
De goudkruinhoningeter (Gliciphila melanops; synoniem: Phylidonyris melanops) is een zangvogel uit de familie Meliphagidae (honingeters).

## Verspreiding en leefgebied
Deze soort is endemisch in Australië en telt twee ondersoorten:
- G. m. melanops: zuidelijk Australië, de eilanden in de Straat Bass en oostelijk Tasmanië.
- G. m. chelidonia: westelijk Tasmanië.